# Yukihiro Takahashi
Yukihiro Takahashi (高橋幸宏?, Takahashi Yukihiro; Meguro, 6 giugno 1952 – Karuizawa, 11 gennaio 2023) è stato un cantante e musicista giapponese, batterista e voce degli Yellow Magic Orchestra, nonché artista solista.

## Biografia
Yukihiro iniziò la sua carriera nel 1972, suonando la batteria nei Sadistic Mika Band, glam rock band giapponese. Con la band incise un paio di dischi e fece un tour in supporto ai Roxy Music. Il sodalizio non durò molto (il gruppo si sciolse nel 1975) e con altri membri della formazione formò un altro progetto di breve vita The Sadistics e nel 1977 incise Saravah, il suo primo disco da solista. Nel 1978, Takahashi si unì al tastierista Ryūichi Sakamoto e al bassista Haruomi Hosono per formare gli Yellow Magic Orchestra, gruppo che verrà accreditato tra i pionieri dell'electropop e autore di singoli importanti del genere come Rydeen, Firecracker (cover di Martin Denny), Tong Poo e Technopolis.
Dopo lo scioglimento degli Yellow Magic Orchestra, avvenuto nel 1983, Yukihiro si concentrò sull'attività solista, producendo numerosi dischi principalmente per il mercato giapponese. In questo periodo collaborò anche con vari artisti come Bill Nelson, Iva Davies degli Icehouse e con Steve Jansen. Successivamente, Takahashi prese parte alle riunioni delle sue precedenti band Yellow Magic Orchestra e Sadistic Mika Band (questi ultimi si presentarono con una nuova cantante, Kaela Kimura, al posto della cantante Mika Kato), facendo una tournée in Giappone con entrambi i gruppi.
Takahashi formò con il suo collega degli Yellow Magic Orchestra Haruomi Hosono il duo "Sketch Show", pubblicando due dischi di cui uno (Loophole), è stato anche distribuito in Regno Unito. Entrambi si ricongiunsero all'altro membro del gruppo, Ryūichi Sakamoto per formare i HASYMO, il cui nome deriva dalle iniziali di Human Audio Sponge (nome che adottò il gruppo per un certo periodo) e Yellow Magic Orchestra. Venne prodotto il singolo "Rescue" nel 2007, colonna sonora dell'anime Appleseed.
Nel 2014, intraprese un nuovo progetto, inizialmente chiamato Yukihiro Takahashi & Metafive, poi semplicemente METAFIVE, con cui pubblicò due album e un EP, lasciandolo, però nel 2021, per problemi di salute. Il gruppo ha continuato senza di lui per qualche tempo, per poi sciogliersi definitivamente nel 2022.

## Discografia da solista
- Saravah (1978)
- Murdered by the Music (1980)
- Neuromantic (1981)
- What? Me Worry? (1982)
- Tomorrow's Just Another Day (1983)
- Time and Place (1984) (Live Album)
- Wild and Moody (1984)
- Poisson d'Avril (1985)
- The Brand New Day (1985) (Best of)
- Once a Fool (1985)
- Only When I Laugh (1986)
- La Pensee (1987) - with Yohji Yamamoto
- Ego (1988)
- Broadcast from Heaven (1990)
- A Day in the Next Life (1991)
- The Adventures of Gaku (1991)
- Umi Sora Sango no Iitsutae (1992)
- Life Time Happy Time (1992)
- Heart of Hurt (1992) (Unplugged best of)
- Ahiru no Uta ga Kikoete Kuru yo (1993)
- Mr YT (1994)
- I'm Not In Love (1995) (Best of)
- Fate of Gold (1995)
- Portrait with no Name (1996)
- A Sigh of Ghost (1997)
- Pulse:Pulse (with Steve Jansen) (1997)
- A Ray of Hope (1998)
- Yukihiro Takahashi Collection - Singles and More 1988-1996 (1998)
- Run After You (1998) (Live Album)
- The Dearest Fool (1999)
- "Fool On Earth" (2000) - remixes
- Blue Moon Blue (2006)
- Page by Page (2009)